# Cathy Moriarty
Cathy Moriarty (født 29. november 1960) er en amerikansk filmskuespiller.

## Opvækst
Moriartys forældre var indvandrere fra Irland. Hun blev født i Bronx, New York og voksede op i Yonkers.

## Karriere
Hun filmdebuterede i Martin Scorseses Tyren fra Bronx (1980). Dermed spillede hun boxer Jake LaMottas kone Vicki, en rolle, der gav en nominering til en Oscar for bedste kvindelige birolle. Dette blev efterfulgt af en rolle i Elsk din nabo (1981). Derefter blev hun såret i en bilulykke, hvilket betød, at hun ikke medvirkede i nogen film indtil White of the Eye i 1987. Derefter har hun medvirket i film som Strømer i børnehaveklassen (1990), Soapdish (1991), Mambo Kings (1992), Casper (1995) Cop Land (1997), But I'm a Cheerleader (1999) og Analyze That (2002).

## Privatliv
Moriarty var gift med Carmine D'Anna i 1980'erne og har været gift med Joseph Gentile siden 1999, med hvem hun har tre børn med. Hun er medejer af Pizzeria Mulberry Street Pizza i Los Angeles, sammen med hendes tidligere forlovede Richard Palmer.